# Sominot
Sominot (Don Mariano Marcos) ist eine philippinische Stadtgemeinde in der Provinz Zamboanga del Sur. Sie hat 18.537 Einwohner (Zensus 1. August 2015).

## Baranggays
Sominot ist administrativ in 18 Baranggays unterteilt.
| - Bag-ong Baroy - Bag-ong Oroquieta - Barubuhan - Bulanay - Datagan - Eastern Poblacion - Lantawan - Libertad - Lumangoy | - New Carmen - Picturan - Poblacion - Rizal - San Miguel - Santo Niño - Sawa - Tungawan - Upper Sicpao |